# Qiu Xiaolong
Qiu Xiaolong (chiń. 裘小龙; ur. 1953 w Szanghaju) – chiński pisarz i poeta tworzący w języku angielskim, autor powieści kryminalnych.
W swej ojczyźnie był wydawanym i nagradzanym poetą oraz krytykiem literackim. W 1988 wyjechał do Stanów Zjednoczonych w celu napisania książki o T.S. Eliocie. Rok później, po protestach na placu Tian’anmen zdecydował o pozostaniu na emigracji. W 2000 opublikował pierwszy kryminał z inspektorem Chenem, funkcjonariuszem szanghajskiej policji, jako głównym bohaterem. Rozgrywają się one w realiach pierwszej połowy lat 90., w momencie w którym Chiny zdecydowały o częściowym stworzeniu wolnego rynku, jednak wspominane są w nich wydarzenia z poprzednich dekad (masakra na placu Tian’anmen, rewolucja kulturalna). Książki z serii były tłumaczone na szereg języków, w tym polski. Qiu Xiaolong opublikował również zbiór wierszy Lines Around China (2003) oraz dwa tomy przekładów chińskiej poezji. Mieszka w Saint Louis.

## Powieści z inspektorem Chenem
- Śmierć czerwonej bohaterki (Death of a Red Heroine 2000)
- Tancerka Mao (A Loyal Character Dancer 2002)
- When Red Is Black (2004)
- A Case of Two Cities (2006)
- Red Mandarin Dress (2007)
- The Mao Case (2009)
- Don't Cry, Tai Lake (2012)